# Гумбольдт (Айова)
Гумбольдт (англ. Humboldt) — місто (англ. city) в США, в окрузі Гумбольдт штату Айова. Населення — 4792 особи (2020).

## Географія
Гумбольдт розташований за координатами 42°43′23″ пн. ш. 94°13′30″ зх. д. / 42.72306° пн. ш. 94.22500° зх. д. (42.722928, -94.225020).  За даними Бюро перепису населення США в 2010 році місто мало площу 12,42 км², з яких 12,02 км² — суходіл та 0,40 км² — водойми.

### Клімат
| Клімат : Гумбольдт      | Клімат : Гумбольдт | Клімат : Гумбольдт | Клімат : Гумбольдт | Клімат : Гумбольдт | Клімат : Гумбольдт | Клімат : Гумбольдт | Клімат : Гумбольдт | Клімат : Гумбольдт | Клімат : Гумбольдт | Клімат : Гумбольдт | Клімат : Гумбольдт | Клімат : Гумбольдт | Клімат : Гумбольдт |
| Показник                | Січ.               | Лют.               | Бер.               | Квіт.              | Трав.              | Черв.              | Лип.               | Серп.              | Вер.               | Жовт.              | Лист.              | Груд.              | Рік                |
| Абсолютний максимум, °C | 17,2               | 19,4               | 30,6               | 35,0               | 36,7               | 40,0               | 38,9               | 37,8               | 36,7               | 35,0               | 26,1               | 18,3               | 30,6               |
| Середній максимум, °C   | −3,9               | −0,6               | 6,7                | 15,0               | 22,2               | 27,2               | 28,9               | 27,2               | 23,3               | 16,7               | 6,1                | −1,7               | 14,0               |
| Середній мінімум, °C    | −13,9              | −10                | −3,9               | 2,8                | 9,4                | 14,4               | 16,7               | 15,6               | 10,0               | 3,3                | −3,9               | −11,1              | 2,5                |
| Абсолютний мінімум, °C  | −36,1              | −35                | −30                | −14,4              | −3,9               | 1,7                | 5,0                | 2,8                | −3,9               | −10                | −25,6              | −32,2              | −33,3              |
| Норма опадів, мм        | 22                 | 20                 | 55                 | 83                 | 99                 | 122                | 109                | 105                | 75                 | 58                 | 44                 | 27                 | 819                |
| ----------------------- | ------------------ | ------------------ | ------------------ | ------------------ | ------------------ | ------------------ | ------------------ | ------------------ | ------------------ | ------------------ | ------------------ | ------------------ | ------------------ |
| Джерело: Weatherbase    |                    |                    |                    |                    |                    |                    |                    |                    |                    |                    |                    |                    |                    |

## Демографія
Згідно з переписом 2010 року, у місті мешкало 4690 осіб у 2091 домогосподарстві у складі 1250 родин. Густота населення становила 377 осіб/км².  Було 2246 помешкань (181/км²).
Расовий склад населення:
| - 94,9 % — білих - 0,6 % — чорних або афроамериканців - 0,4 % — азіатів - 0,1 % — корінних американців - 3,0 % — осіб інших рас |

До двох чи більше рас належало 0,9 %. Частка іспаномовних становила 5,0 % від усіх жителів.
За віковим діапазоном населення розподілялося таким чином: 22,4 % — особи молодші 18 років, 53,1 % — особи у віці 18—64 років, 24,5 % — особи у віці 65 років та старші. Медіана віку мешканця становила 45,3 року. На 100 осіб жіночої статі у місті припадало 91,2 чоловіків;  на 100 жінок у віці від 18 років та старших — 86,3 чоловіків також старших 18 років.
Середній дохід на одне домашнє господарство  становив 58 407 доларів США (медіана — 43 504), а середній дохід на одну сім'ю — 68 995 доларів (медіана — 57 905). Медіана доходів становила 49 152 долари для чоловіків та 27 235 доларів для жінок. За межею бідності перебувало 15,8 % осіб, у тому числі 25,3 % дітей у віці до 18 років та 7,1 % осіб у віці 65 років та старших.
Цивільне працевлаштоване населення становило 2038 осіб. Основні галузі зайнятості: освіта, охорона здоров'я та соціальна допомога — 22,9 %, виробництво — 19,7 %, будівництво — 8,5 %, роздрібна торгівля — 7,2 %.